# Хирано, Ая
Ая Хирано (яп. 平野 綾 Хирано Ая, род. 8 октября 1987[…], Нагоя) — японская сэйю и певица.

## Биография
В 2006 году стала широко известной благодаря озвучке Харухи Судзумии, главного персонажа популярного аниме «Меланхолия Харухи Судзумии». Эта популярность существенно помогла продвижению её собственной карьеры в Японии. Сингл «Bouken Desho Desho?», содержащий открывающую тему аниме, был распродан в первый день продаж. За эту роль в 2007 году она получила награду Tokyo Anime Awards в номинации «Лучший актёр озвучивания».
Её необычная способность — менять голос от обычного, очень высокого тона до низких тонов, которые звучат более естественно. Например, её настоящий голос очень похож на голос Микуру Асахины из аниме «Меланхолия Харухи Судзумии».
Ближе к 2010 году она сменила сферу деятельности, чаще став появляться в кино- и театральных проектах.
В 2010-х годах Хирано оказалась в центре скандала: сначала она открыто рассказала о своей личной жизни на японском телешоу Goût Temps Nouveau, а в начале 2011 года знакомый одного из сотрудников Lantis рассказал СМИ о том, что у неё были отношения сексуального характера с тремя членами её группы, что привело к увольнению всех четверых. В августе того же года таблоид Bubka опубликовал снимок, на котором Хирано и гитарист группы лежат в одной постели. В апреле 2011 года в своём блоге Ая сообщила, что ей запретили озвучание новых ролей в аниме (роли в сиквелах она сохранила за собой), но уже в августе, после смены актрисой агентства, запрет был снят. С тех пор актриса до сих пор получает угрозы от бывших фанатов.
3 января 2024 года Ая объявила о браке с актёром Масаси Танигути.

## Роли

### Аниме-сериалы
2001 год
- Tenshi no Shippo (Обезьянка Момо)

2002 год
- Kiddy Grade (Люмьер)

2003 год
- Bakuten Shoot Beyblade G Revolution (Минг-минг)
- Tenshi no Shippo Chu! (Обезьянка Момо)

2004 год
- Battle B-Daman (Чарат)

2005 год
- Battle B-Daman: Fire Spirits (Фелес)
- Canvas 2 ~Niji Iro no Sketch~ (Сумирэ Мисаки)
- Eyeshield 21 (Мамори Анэдзаки)

2006 год
- Buso Renkin (Махиро Муто)
- «Тетрадь Смерти» (Миса Аманэ)
- Doraemon: Zeusdesu Naida (Теренс Клав)
- Galaxy Angel-Rune (Калуя Маджорам (Текила))
- Himawari! (Сикими)
- NANA (Рэйра Сэридзава)
- Renkin San-kyuu Magical? Pokaan (Пакира)
- School Rumble (2 сезон) (Ёко Сасакура)
- Sumomomo Momomo (Санаэ Накадзима)
- «Меланхолия Харухи Судзумии» (Харухи Судзумия)

2007 год
- Dragonaut -The Resonance- (Макрин Гарнет)
- Gakuen Utopia Manabi Straight! (Мэй Это)
- Hello Kitty: Apple Forest and the Parallel Town (Эмили)
- Himawari!! (Сикими)
- Lucky Star (Коната Идзуми, Харухи Судзумия (20 серия))

2008 год
- Akaneiro ni Somaru Saka (Минато Нагасэ)
- Bleach: Fade to Black - Kimi no Na o Yobu (Куросаки Юзу)
- Hyakko (Аюми Нономура)
- Kemeko Deluxe! (Накамура)
- Linebarrels of Iron (Кудзё Миу)
- Mokke (Рэйко Нагисава (23 серия))
- Moegaku 5 (Мэгами-сама)
- Macross Frontier (Мена Рошан)
- Niju Menso no Musume (Тидзуко Микамо)
- Zettai Karen Children (Каору Акаси)

2009 год
- Dragon Ball Kai (Дэндэ)
- Fairy Tail (Люси Хартфилия)
- Fight Ippatsu! Juuden-chan!! (Рона Элмо, репортёр)
- Jewelpet (Гарнет)
- Maria Holic (Сидзу Сидо)
- Nyoro~n Churuya-san (Харухи Судзумия)
- Queen's Blade (Нанаэль)
- Saint Seiya: The Lost Canvas (Саша, Афина)
- «Меланхолия Харухи Судзумии» (второй сезон) (Харухи Судзумия)
- White Album (Юки Морикава)

2010 год
- Kuroshitsuji 2 (Ханна)
- Blood Jewel (Ёсидзуми Кадзуко)
- Jewelpet Twinkle (Гарнет)
- Kimi ni Todoke (Уме Курумидзава)
- Nurarihyon no Mago (Кана Иэнага)
- Seikon no Qwaser (Екатерина Кураэ)
- «Исчезновение Харухи Судзумии» (Харухи Судзумия)

2011 год
- Nichijou (Расказчик, 9 эпизод)
- Hunter × Hunter (Мэнти)
- Gintama (Нобумэ Имаи)

2012 год
- Girls und Panzer (Алиса)
- Recorder and Randsell series (Саё)

2013 год
- Miyakawa-ke no Kuufuku (Коната Идзуми)
- Gatchaman Crowds (Пайман)

2014 год
- Parasyte (Миги)
- Witch Craft Works (Уикэнд)
- Dragon Ball Z Kai (Дэндэ)

2015 год
- Dragon Ball Super (Дэндэ)
- Ultimate Otaku Teacher (Ямата Тонэ)
- The Disappearance of Nagato Yuki-chan (Харухи Судзумия)
- Gatchaman Crowds Insight (Пайман)

2020 год
- Maesetsu! (Хирано-сэнсэй)

2022 год
- Akiba Maid War — Окатимати

### OVA
- Bungaku Shōjo - Kyō no Oyatsu~Hatsukoi~ (Миу Асакура)
- Bungaku Shōjo (Миу Асакура)
- Fist of the North Star: The Legend of Toki (Сара)
- Itsudatte My Santa! (Маи)
- Lucky Star OVA (Коната Идзуми)
- Lupin the Third: GREEN vs. RED (Юкико)
- Hoshi no Umi no Amuri (Фемина Новим)
- Kawa no Hikari (Ванко)

### Игры
- Eternal Sonata (Полька)
- Eyeshield 21 MAX DEVILPOWER! (Мамори Анэдзаки)
- Eyeshield 21 Playing American Football! Ya! Ha! (Мамори Анэдзаки)
- Eyeshield 21 Portable Edition (Мамори Анэдзаки)
- Final Fantasy Fables: Chocobo’s Dungeon (Сирма)
- Finalist (Хонока Сэридзава)
- Galaxy Angel II (Калуя Маджорам (Текила))
- Haruhi Suzumiya series (роль Харухи Судзумии в играх:
  - The Promise of Haruhi Suzumiya (PSP)
  - The Perplexity of Haruhi Suzumiya (PS2)
  - The Excitement of Haruhi Suzumiya (Wii)
  - The Parallel of Haruhi Suzumiya (Wii)
  - The Series of Haruhi Suzumiya (NDS))
- Himekishi Monogatari -Princess Blue- (Юна)
- Lucky Star no Mori (Коната Идзуми)
- Lucky Star: Ryōō Gakuen Ōtōsai (Коната Идзуми)
- Luminous Arc (Люсия)
- Memories Off 6: T-wave (Тиса Хакосаки)
- Nana: Subete wa Daimaou no Omichibiki!? (Рэйра Сэризава)
- Sigma Harmonics (Неон Цукиёми)
- Sumomomo Momomo: The Strongest Bride on Earth (Санаэ Накадзима)
- Sunday VS Magazine: Shuuketsu! Choujou Daikessen! (Каору Акаси)
- Tenshi no Shippo (Обезьянка Момо)
- Yakuza 4 (Хана)

## Дискография

### Вокал в аниме
- Akane-Iro ni Somaru Saka — «Ai Koko Kara, Mezamenai Wish…» (эндинг)
- Nijuu Mensou no Musume — «Unnamed World» (эндинг)
- Eyeshield 21 — «Run to Win!» (четвёртый эндинг)
- Gakuen Utopia Manabi Straight! — «A Happy Life» (второй эндинг)
- Galaxy Angel Rune — «Uchuu de Koi wa ☆ Ru-run Run» (опенинг)
- Himawari!! — «Kirakira~Shikimi» (второй эндинг)
- Hyakko — «Namida Namida Namida» (эндинг)
- Lucky Star — «Motteke! Sailor Fuku» (опенинг)
- My Santa — «Kimi Kara Onegai» (эндинг)
- Queen's Blade: Rurou no Senshi — «Omoide to Yakusoku» (эндинг)
- Renkin 3-kyuu Magical? Pokahn — «Shichaimashou suggestive» (третий эндинг)
- Zettai Karen Children — «Zettai love×love Sengen!!» (эндинг), «Datte Daihonmei» (второй эндинг), «Soushunfu» (четвёртый эндинг)
- Меланхолия Харухи Судзумии — «Bouken desho desho?» (опенинг), «Hare Hare Yukai» (эндинг)
- Меланхолия Харухи Судзумии — «Lost my music», «God knows…» (12 серия)
- Меланхолия Харухи Судзумии — «Super driver» (опенинг), «Tomare!» (эндинг)
- Меланхолия Харухи Судзумии — «Imamade no Arasuji» (опенинг)
- Тетрадь смерти — «Misa no uta» (25 серия)

### Синглы
- «Ashita no Prism» (2006)
- «Bouken Desho Desho» (2006)
- «Hare Hare Yukai» (2006)
- «Breakthrough» (2006)
- «Saikyo Pare Parade» (2006)
- «Character Mini Album Vol.4 — Etou Mei» (2006)
- «Suzumiya Haruhi no Tsumeawase» (2006)
- «LOVE★GUN» (2007)
- «The Melancholy of Haruhi Suzumiya: Character Song, Vol. 1» (2007)
- «Lucky Star Ending Theme Collection ~Aru Hi no Karaoke Box~» (2007)
- «List of Lucky Star character: Vol.1 Konata Izumi» (2007)
- «Lucky Star Character Song Vol. 010 Mune Pettan Girls» (2007)
- «Neophilia» (2007)
- «Motteke! Sailor Fuku» (2007)
- «MonStAR» (2007)
- «Motteke! Sailor Fuku Re-Mix001» (2008)
- «Namida NAMIDA Namida» (2008)
- «Unnamed world» (2008)
- «Namida» (2008)
- «Set me Free» (2009)
- «Super Driver» (2009)
- «Hysteric Barbie» (2010)
- «TOxxxIC» (2013)
- «Promise» (2013)

### Альбомы
- RIOT GIRL (2008)
- Speed Star (2009)
- FRAGMENTS (2012)
- vivid (2014)

## Другие проекты
В 2013 участвует в постановке мюзикла по роману Виктора Гюго «Отверженные» (Les Misérables) на японском языке, в котором исполняет роль Эпонины.